# Буйново (Тирговиштська область)
Бу́йново (болг. Буйново) — село в Тирговиштській області Болгарії. Входить до складу общини Тирговиште.

## Населення
За даними перепису населення 2011 року у селі проживали 465 осіб.
Національний склад населення села:
| Національність   | Кількість осіб | Відсоток |
| ---------------- | -------------- | -------- |
| цигани           | 284            | 65,0%    |
| турки            | 121            | 27,7%    |
| болгари          | 15             | 3,4%     |
| інша             | 0              | 0%       |
| не визначились   | 17             | 3,9%     |
| Всього відповіли | 437            |          |

Розподіл населення за віком у 2011 році:
Динаміка населення: